# Capricórnio
Capricórnio (♑) é o décimo signo astrológico do zodíaco, situado entre Sagitário e Aquário e associado à constelação de Capricornus. Seu símbolo é uma cabra. Forma com Touro e Virgem a triplicidade dos signos da Terra. É também um dos quatro signos cardinais, juntamente com Áries, Câncer e Libra. Com pequenas variações nas datas dependendo do ano, os capricornianos são as pessoas nascidas entre 22 de dezembro e 
20 de janeiro.

## Mitologia
Na mitologia greco-romana, Capricórnio, ou bode do mar, é a lembrança do cabrito Aegipan, que foi colocado por Zeus entre as constelações porque ele foi amamentado junto com Zeus, pela cabra Amalteia (em outra versão, Almateia foi a ninfa que possuía a cabra Aix que cedeu leite a Zeus recém-nascido).
Durante a luta contra os titãs, foi ele quem colocou nos inimigos o medo chamado de panikos. A parte inferior do seu corpo era de peixe, porque ele jogou conchas, em vez de pedras, contra o inimigo.
De acordo com os sacerdotes gregos e alguns poetas, quando os deuses estavam reunidos na Grécia, surgiu, de repente, Tifão, um monstro terrível e inimigo dos deuses. Estes, com medo, mudaram de forma, Hermes se tornando uma íbis, Apolo o pássaro conhecido pelo nome de trácio e Ártemis em um gato. Por este motivo, os gregos não permitem que estas criaturas sejam injuriadas, porque elas são representações dos deuses. Pã, segundo eles, jogou-se no rio, e transformou a parte inferior do seu corpo em peixe, e o resto em cabrão, assim escapando de Tifão. Zeus, admirando a sua esperteza, o colocou entre as constelações.